# Benuaroa
Benuaroa ist ein Ort im Norden des Nonouti-Atolls in den zum Inselstaat Kiribati gehörenden Gilbertinseln im Pazifischen Ozean mit einer Landfläche von 5 Hektar. 2020 hatte der Ort 200 Einwohner.

## Geographie
Benuaroa liegt im Norden von Nonouti südöstlich von Abamakoro. In etwa 4,5 km Entfernung liegt südöstlich der Ort Teuabu. In Benuaroa gibt es ein traditionelles Versammlungshaus (Benuaroa Maneaba).

## Klima
Das Klima ist tropisch heiß, wird jedoch von ständig wehenden Winden gemäßigt. Ebenso wie die anderen Orte des Nonouti-Atolls wird Benuaroa gelegentlich von Zyklonen heimgesucht.